# 榊原薫奈緒子
榊原 薫奈緒子（さかきばら かおるなおこ）は、日本の成年漫画家。
主に成年向け漫画を執筆しているが、内容はギャグ漫画である事が多い。独特の言語感覚を持ち、コラムニストとしても活動している。

## 作品一覧
- キャッツフォレスト
- ぽわぽわ
- ちちばすと
- アストロメイド
- おきらく仮天使エンジェルゼンブ

## コラム
- よーいちの代々々ライターズ学院（上崎よーいち著・月刊コンプティーク連載）※イラスト